# یواس‌آرسی ویگیلانت (۱۷۹۱)
یواس‌آرسی ویگیلانت (۱۷۹۱) (به انگلیسی: USRC Vigilant (1791)) یک کشتی بود که طول آن ۴۸ فوت (۱۵ متر) بود. این کشتی در سال ۱۷۹۱ ساخته شد.